# Kelkit
Kelkit (Kurdisch: Kêlkît), ist eine Stadt und zugleich Verwaltungszentrum des gleichnamigen Landkreises in der Provinz Gümüşhane im Nordosten der Türkei in der Schwarzmeerregion. Bis zur Gründung der modernen Türkei gehörte Kelkit zur Provinz Erzincan. Der Bevölkerungsanteil besteht aus mehrheitlich Kurden und Türken. Der Name stammt höchstwahrscheinlich aus dem Armenischen und setzt sich aus den ursprünglichen Wörtern Kail und Kjed zusammen, was „Wolfsfluss“ bedeutet und der Name des an der Stadt vorbeifließenden Fluss Kelkit Çayı ist. Die Stadt liegt ca. 37 km (60 Straßenkilometer) südlich der Provinzhauptstadt Gümüşhane.
Bei einer Umfrage der Bevölkerung im April 2019 kam man zum Ergebnis, dass mehrheitlich dafür gestimmt wurde, dass die Bürgerinnen und Bürger der Stadt Kelkit, eher unter der Provinz Erzincan geführt werden wollen.

## Landkreis
Der Landkreis bestand schon vor Gründung der Türkischen Republik und wies zur ersten Volkszählung 1927 19.161 Einwohner in 97 Ortschaften auf. Er ist der südlichste Kreis der Provinz, hat nach dem zentralen Landkreis die zweitgrößte Fläche und auch die zweithöchste Bevölkerungszahl. Er grenzt im Westen an den Kreis Şiran, im Norden an den zentralen Landkreis (Merkez) Gümüşhane und im Nordosten an den Kreis Köse. Im Süden bildet die Provinz Erzincan die Grenze und im Südosten die Provinz Bayburt.
Der Kreis weist neben der Kreisstadt (etwa 43 % der Kreisbevölkerung) noch fünf weitere Gemeinden (Belediye) auf:
- Öbektaş (3029)
- Söğütlü (2901)
- Gümüşgöze (2479)
- Deredolu (2358)
- Ünlüpınar (2292 Einw.)

Des Weiteren existieren noch 76 Dörfer (Köy) mit durchschnittlich 117 Bewohnern. Sadak ist das größte Dorf (430 — 2018 noch 1013 Einw.). Die gesamte Bevölkerung aller Dörfer beträgt 8905 Einwohner. Das Dorf Karaçayır ist seit 2018 ein Stadtviertel (Mahalle) der Kreisstadt (2020: 296 Einw.). Im Kreis liegt auch das kleinste Dorf der Provinz: Kozoğlu (8 Einwohner).

## Persönlichkeiten
- Aydın Doğan (* 1936), Unternehmer
- Onurcan Güler (* 1995), Fußballspieler
- Dilek Kalayci (* 1967), Senatorin für Gesundheit, Pflege und Gleichstellung, zugleich Bürgermeisterin von Berlin
- Özcan Mutlu (* 1968), Mitglied des 18. Deutschen Bundestages
- Mehmet Nas (* 1979), Fußballspieler
- Numan Acar (* 1974), Schauspieler